# Xã Stafford, Quận Stafford, Kansas
Xã Stafford (tiếng Anh: Stafford Township) là một xã thuộc quận Stafford, tiểu bang Kansas, Hoa Kỳ. Năm 2010, dân số của xã này là 1.159 người.